# EX-345
La carretera EX-345 es de titularidad de la Junta de Extremadura. Su categoría es local. Su denominación oficial es   EX-345 , de Don Benito a Higuera de la Serena.

## Evolución futura de la carretera
La carretera se encuentra acondicionada dentro de las actuaciones previstas en el Plan Regional de Carreteras de Extremadura.